# Rhodoleia henryi
Rhodoleia henryi är en trollhasselart som beskrevs av Tong. Rhodoleia henryi ingår i släktet Rhodoleia och familjen trollhasselfamiljen. Inga underarter finns listade i Catalogue of Life.